# (14438) MacLean
(14438) MacLean est un astéroïde de la ceinture principale.

## Description
(14438) MacLean est un astéroïde de la ceinture principale. Il fut découvert le 27 avril 1992 à Kitt Peak par le projet Spacewatch. Il présente une orbite caractérisée par un demi-grand axe de 2,91 UA, une excentricité de 0,10 et une inclinaison de 3,1° par rapport à l'écliptique.

## Compléments